# شهرستان پروخلادننسکی
شهرستان پروخلادننسکی (به لاتین: Prokhladnensky District) یک شهرستان در روسیه است که در کاباردینو-بالکاریا واقع شده‌است.